# Marianne Laqueur
Marianne Laqueur (* 11. Juni 1918 in Berlin; † 5. April 2006 in Wiesbaden) war eine deutsche Informatikerin und Kommunalpolitikerin.

## Leben
Marianne Laqueur war die Tochter von August und Ilse Laqueur, geb. Netto. Ihr Vater war Arzt und Leiter der Physikalisch-Therapeutischen Abteilung am Rudolf-Virchow-Krankenhaus in Berlin. Als er aufgrund seiner jüdischen Abstammung 1933 unter den Nationalsozialisten seine Arbeit verlor, emigrierten die Eltern 1935 mit der Tochter Marianne in die Türkei und lebten in Ankara. Ihr älterer Bruder Kurt Laqueur folgte ihnen 1936 nach.
Marianne suchte sich in Ankara eine Arbeit als „Sprachtippse“, wie sie selbst sagte, in der türkischen Sümerbank und übersetzt aus dem Türkischen ins Englische und Deutsche. Dann kam sie zur Firma IBM und interessierte sich für Hollerithmaschinen. Während des Zweiten Weltkrieges arbeitete sie unter anderem für die türkische Sektion der Jewish Agency in Ankara. Sie blieb bis 1960 in der Türkei. Weltweite Einsätze für diverse Unternehmen, so u. a. IBM und NCR, folgten während der nächsten vierzig Jahre. Marianne Laqueur wurde zu einer der ersten weiblichen Computerspezialistinnen. Sie arbeitete in Beirut, Tel Aviv, in Nordafrika und den USA. 1981 kehrte sie nach Deutschland zurück.
Von 1993 bis 1997 war sie Mitglied der Stadtverordnetenversammlung für die Fraktion von Bündnis 90/Die Grünen im Wiesbadener Stadtparlament. In den Jahren 1994 bis 1997 fungierte sie als stellvertretende Fraktionsvorsitzende. In ihrem letzten Lebensjahrzehnt war sie eine gefragte Zeitzeugin, die aus eigenem Erleben über die Flucht aus Deutschland und das Exil in der Türkei berichten konnte.